# St Columb Minor
St Columb Minor – wieś w Anglii, w Kornwalii. Leży 48 km na północny wschód od miasta Penzance i 366 km na zachód od Londynu.